# Ljubavnik lady Chatterley
Ljubavnik Lady Chatterley (eng. Lady Chatterley's Lover), roman engleskog književnika Davida Herberta Lawrencea, objavljen o autorovu trošku 1928. godine u Firenci. Jedan od najkontroverznijih romana 20. stoljeća.
Šokirao je tadašnje čitatelje eksplicitnim seksualnim opisima i jezikom, a u Velikoj Britaniji nije objavljen sve do 1960. Roman se danas smatra živim i izravnim prikazom veze temeljene na strasti i remek-djelom svjetske književnosti 20. stoljeća.

## Radnja
Roman opisuje ljubav lugara Olivera Mellorsa i barunice Constance Chatterley. Vrijeme događanja je poslije Prvog svjetskog rata.
Constancin muž Clifford je bogalj, paraliziran i impotentan. Veteran je Prvog svjetskog rata. Constance je u braku duboko nesretna i neispunjena. Kroz vezu s Mellorsom vraća se u život, upoznaje vlastitu seksualnost i pronalazi put do osobne slobode.
Lawrence opisuje i život u provinciji, kao i posebne likove koji žive u njoj, a najzanimljivija je Ivy Bolton, sluškinja koja se brine za Clifforda. Među likovima je i Hilda, Constancina sestra, njen otac i mnogi drugi.
Roman završava time što dvoje glavnih likova čekaju razvod od trenutnih supružnika, čekaju i zajedničko dijete, ali su odvojeni jedno od drugoga.
Riječ je o djelu velike umjetničke snage, s notama humora i ironije, dubokim uvidima o životu i ljudskoj sudbini, ali i eksplicitnim opisima seksualnih odnosa.

## Likovi
- Constance Chatterley
- Clifford Chatterley
- Oliver Mellors
- Ivy Bolton